# Amors
|  | Aquest article tracta sobre l'obra literària d'Ovidi. Si cerqueu el sentiment, vegeu «Amor». |

Amors (llatí: Amores) és una col·lecció de tres llibres de poesia amorosa, escrits per Ovidi, en mètrica elegíaca, seguint les convencions del gènere elegíac desenvolupat per Tibul i Properci. Els llibres descriuen els molts aspectes de l'amor i se centren en la relació del poeta amb una amant anomenada Corinna. Dins dels diversos poemes n'hi ha uns quants que descriuen els esdeveniments en la relació, i es presenten així al lector amb algunes vinyetes i una narrativa imprecisa. el Llibre 1 conté 15 poemes; el primer poema parla de la intenció d'Ovidi d'escriure poesia èpica, que es va frustrar quan Cupido roba un peu mètric d'ell, i canvia la seva per l'elegia de l'amor. El poema 4 és didàctic i descriu els principis que Ovidi desenvoluparia a l'Ars Amatoria. El cinquè poema, descrivint una cita al migdia, presenta Corinna pel seu nom. Els poemes 8 i 9 tracten Corinna quan ven el seu amor per als regals, mentre que l'11 i 12 descriuen el fallit intent del poeta per concertar una cita. El 14 s'ocupa del desastrós experiment de Corinna quan es tenyeix el cabell i el 15 subratlla la immortalitat d'Ovidi i els poetes amorosos.
El segon llibre té 19 peces, el primer poema parla d'abandó d'Ovidi d'una gigantomàquia a favor de l'elegia. El 2 i el 3 són súpliques a un guardià perquè el poeta vegi Corinna, el poema 6 és un lament per la mort del lloro de Corinna, el 7 i 8 ens parlen de l'aventura d'Ovidi amb l'esclava de Corinna i el seu que fa ella d'això, i l'11 i 12 tracten d'evitar que se'n vagi de vacances. El 13 és una oració a Isis per la malaltia de Corinna, el 14 un poema en contra de l'avortament, i el 19 una advertència als marits incauts. El Llibre 3 té 15 poemes. La peça d'obertura representa la Tragèdia i l'Elegia personificades lluitant per Ovidi. El 2 descriu una visita a les carreres, el 3 i 8 se centren en l'interès de Corinna en altres homes, el 10 és una queixa a Ceres pel seu festival que requereix l'abstinència, el 13 és un poema en un festival de  Juno, i el 9 un lament per Tibul. Al poema 11 Ovidi decideix no estimar més Corinna i lamenta els poemes que ha escrit sobre ella. L'últim poema és el comiat d'Ovidi a la musa eròtica. Els crítics han vist els poemes com a mostra molt autoconscient i molt lúdica del gènere elegíac.